# Liste des titres musicaux numéro un en Autriche en 1966
Cette page liste les titres numéro un dans les meilleures ventes de disques en Autriche pour l'année 1966

## Classement des singles
| №  | Date         | Artiste         | Titre                            |
| -- | ------------ | --------------- | -------------------------------- |
| 1  | 15 janvier   | Drafi Deutscher | Marmor, Stein und Eisen bricht   |
| 2  | 15 février   | Chris Andrews   | Yesterday Man                    |
| 3  | 15 mars      | Roy Black       | Ganz in Weiß                     |
| 4  | 15 avril     | Beach Boys      | Barbara Ann                      |
| 5  | 15 mai       | Nancy Sinatra   | These Boots Are Made for Walkin' |
| 6  | 15 juin      | Nancy Sinatra   | These Boots Are Made for Walkin' |
| 7  | 15 juillet   | Beach Boys      | Sloop John B                     |
| 8  | 15 août      | Frank Sinatra   | Strangers in the Night           |
| 9  | 15 septembre | Frank Sinatra   | Strangers in the Night           |
| 10 | 15 octobre   | Frank Sinatra   | Strangers in the Night           |
| 11 | 15 novembre  | The Beatles     | Yellow Submarine                 |
| 12 | 15 décembre  | Bande originale | Lara's Theme                     |